# Bulbul concolore
Arizelocichla montana
Espèce
Statut de conservation UICN

 LC  : Préoccupation mineure
Synonymes
- Andropadus montanus

Le Bulbul concolore (Arizelocichla montana) est une espèce de passereaux de la famille des Pycnonotidae.

## Répartition
Cet oiseau vit à travers le Grassland (Cameroun).

## Habitat
Son habitat naturel est les forêts subtropicales ou tropicales en montagne.
Il est menacé par la perte de son habitat.